# Dawid Putto
Dawid Putto (17 de mayo de 1991) es un deportista polaco que compite en piragüismo en la modalidad de aguas tranquilas. Ganó dos medallas en el Campeonato Mundial de Piragüismo entre los años 2011 y 2013, y una medalla de bronce en el Campeonato Europeo de Piragüismo de 2012.

## Palmarés internacional
| Campeonato Mundial | Campeonato Mundial   | Campeonato Mundial | Campeonato Mundial |
| Año                | Lugar                | Medalla            | Competición        |
| ------------------ | -------------------- | ------------------ | ------------------ |
| 2011               | Szeged (Hungría)     | Medalla de bronce  | K2 500 m           |
| 2013               | Duisburgo (Alemania) | Medalla de oro     | K1 4 × 200 m       |
| Campeonato Europeo |                      |                    |                    |
| Año                | Lugar                | Medalla            | Competición        |
| 2012               | Zagreb (Croacia)     | Medalla de bronce  | K2 200 m           |